# Mátyus Edit
Mátyus Edit (Budapest, 1983. július 22. –) magyar kémikus, egyetemi oktató. A Magyar Tudományos Akadémia köztestületének tagja. Az Eötvös Loránd Tudományegyetem tudományos munkatársa, ahol a Fizikai Kémiai Tanszék, illetve a Kémiai Intézet oktatója.

## Életrajz
2010-ben szerezte meg doktori fokozatát.
2019-ben elnyerte az Európai Kutatási Tanács ERC Starting Grant nevű támogatását.

## Díjak, kitüntetések
- Bolyai János Kutatási Ösztöndíj (MTA Bolyai János Kutatási Ösztöndíj Kuratóriuma) (2013)
- Nőkért és a Tudományért Díj (L'oréal-UNESCO) (2012)
- Junior Prima díj (2011)
- ETH Fellowship (2010 – 2011)
- Magyar Állami Eötvös Ösztöndíj (2009)
- Kajtár Márton Díj (2009)
- A kar kiváló hallgatója (Eötvös Loránd Tudományegyetem Természettudományi Kar) (2003)
- Szent-Györgyi Albert-emlékérem (2001)
- Szent-Györgyi Albert-emlékérem (2000)